# Адамс, Михаил Иванович
Михаи́л Ива́нович А́дамс (Михаил Фридрих, Иоганн Фридрих, или А́дам) (30 июня [11 июля] 1780, Москва — 1 [13] марта 1836, Верейский уезд, по другим данным 1 [13] марта 1836 Москва) — естествоиспытатель-зоолог, ботаник, член-корреспондент Императорской Санкт-Петербургской академии наук с 1 (13) февраля 1804 года, адъюнкт по зоологии с 27 марта (8 апреля) 1805 года по 11 (23) марта 1809 года, ординарный профессор ботаники Московского университета и Медико-хирургической академии (с 1811 года). Почётный член Академии наук (1814).

## Биография
Иоганн Михаэль Фридрих Адамс родился в Москве в семье штаб-лекаря Иоганна (Ивана Петровича) Адамса. По окончании Медико-хирургической академии был назначен 3 (14) мая 1800 года натуралистом при Грузинской горной экспедиции и в продолжение этой командировки в 1802 году произведён в чин 9 класса. Изучая флору и энтомофауну Кавказа, описал 50 новых видов растений (в том числе пушкинию (Puschkinia), названную им в честь химика и минералога А. А. Мусина-Пушкина, также входившего в состав экспедиции) и несколько жуков. Ботанические материалы, собранные Адамсом на Кавказе, использовали в своих работах Ф. К. Биберштейн и Х. Х. Стевен:145.
В 1803 году Адамсу поручено было представить императрице Марии Фёдоровне экземпляры редких видов кавказской флоры. Её Величество пожаловала молодому учёному перстень.
Столичные учёные также заметили труды натуралиста, и в 1805 году Императорская академия наук признала его адъюнктом по зоологии.
Адамс был командирован как врач и зоолог в составе учёной экспедиции, присоединённой к посольству графа Ю. А. Головкина в Китай. Посольство, однако, не было допущено далее Урги, и Адамс начал исследования Восточной Сибири:155—156.
Во время поездки в Нерчинский и Тункинский края он собрал для музея академии значительные зоологические коллекции; хотя планируемая экспедиция вдоль Станового хребта до Удского острога не осуществилась, но зато поездка его к берегам Ледовитого океана в 1806 году имела результатом отыскание, по указаниям тунгусов, в устье Лены почти целого скелета шерстистого мамонта с частью уцелевшей шкуры (так называемый Ленский мамонт), который был перевезён в Санкт-Петербург и поныне составляет одну из достопримечательностей музея Академии наук. Вывезенные Адамсом из Сибири ботанические коллекции были обработаны частично им самим, частично О. П. Декандолем; при этом некоторые виды были описаны впервые:156—157.
Имеются сведения об открытии Адамсом «малоизвестных науке животных» в горах на юг от Байкала (Баснин В. Н. О посольстве в Китай, с. 100; Ширина Д. А. Летопись экспедиций, с. 62-63)
По возвращении экспедиции, Адамс был уволен от должности адъюнкта академии и определён в Императорский Московский университет ординарным профессором ботаники, а с 1811 года состоял при Московской медико-хирургической академии профессором и библиотекарем.
За свою экспедицию по представлению И. О. Потоцкого Адамс был награждён пожизненной пенсией в размере 300 руб. в год за счет императорской казны и перстнем. По смерти М. И. Адамса его вдова Павла Степановна обращалась в Академию Наук с ходатайством о продолжении выплаты пенсии.
В 1807 году адъюнкт зоологии Императорской Академии наук в Санкт-Петербурге.
В 1809 году адъюнкт зоологии Императорской Академии наук в Санкт-Петербурге
В 1810 году ординарный профессор ботаники Императорской Медико-Хирургической Академии в Москве и иногородний член Московского Университета.
В 1812 году Надворный Советник и Профессор ботаники в Императорской Медико-Хирургической Академии в Москве и ординарный профессор в Московском Университете.
С 1810-х по 1830-е гг. работал совместно в Императорской Медико-Хирургической Академии в Москве и Московском Университете с Карлом Ивановичем Янишем и Гавриилом Лукьяновичем Малаховым.
М. И. Адамс занимался изучением флоры Москвы и Петербурга, его приглашали к созданию коллективной «Флоры России» (издание не было осуществлено).
В 1814 году Михаил Адамс был избран почётным членом Императорской Академии наук.
В 1816 году после Карла Ивановича Яниша Михаил Иванович стал владельцем сельца Землино в Московской губернии Верейского уезда, после его кончины хозяйкой имения стала его вдова Павла Степановна, владевшая Землиным до 1843 года. Затем владельцем стал Гавриил Лукьянович Малахов.
Был деятельным членом Московского общества испытателей природы, в изданиях которого напечатаны некоторые его работы.
Скончался 01 [13] марта 1836 г. в своём имении в Верейском уезде Московской губернии. Свидетельство о смерти № 1023 от 23 апреля 1836 г. выдано Верейским Земским судом. Похоронен на приходском кладбище Покровской церкви села Алексино Верейского уезда Московской губернии.

## Семья[4]
Супруга — Павла Степановна Адамс (род. 1796), в девичестве Юрьева, дочь коллежского советника Степана Александровича Юрьева (ок. 1758—1837), казначея и аудитора Императорской Академии художеств. Обвенчаны 21 сентября 1813 года в Богородице-Рождественской церкви села Селевкина Дмитровского уезда, имения Юрьевых.
- дочь Екатерина Михайловна Адамс (род. 1816). Первым браком с 1832 г. замужем за Павлом Владимировичем фон Витторфом (03.03.1790-18.11.1836 Землино), отставным капитаном Корпуса жандармов
  - внучка Ольга Павловна фон Витторф /07.06.1833 Землино—?/, в 1852 г. в сельце Бели (Волоколамский уезд) вышла замуж за австрийского подданного Адольфа Егоровича фон Луц
  - внук Михаил Павлович фон Витторф /24.06.1834 Землино—12.09.1894 Грицевичи/, в 1860-х г.г. чиновник Гродненского губернского управления государственных имуществ, затем мировой посредник и судья Гродненского уезда, статский советник.
  - внук Владимир Павлович фон Витторф /02.06.1835 Землино—29.10.1907 Красный двор/ — в 1880—1891 г.г. Владимирский губернский воинский начальник, генерал от инфантерии (1902).
  - внук Николай Павлович фон Витторф /09.09.1836 Землино—22.12.1904 Санкт-Петербург/, в 1870-х г.г. воспитатель 2-й Санкт-Петербургской военной гимназии, полковник (часто смешивается со старшим братом Владимиром); женат на дочери надворного советника Лидии Константиновне Васюхновой.
- Вторым браком с 1837 г. замужем за Афанасием Федотовичем Назарьевым, отставным майором, управляющим имением Андрея и Петра Шуваловых в Верейском уезде. Приняла фамилию мужа.
  - внучка Павла Афанасьевна Назарьева (род. 1839).
  - внучка Наталья Афанасьевна Назарьева (род. 1840)
  - внучка Елизавета Афанасьевна Назарьева (род. 1841).
  - внучка Екатерина Афанасьевна Назарьева (род. 1843).

Брат-близнец — Адамс Любим Иванович (Gottlieb Adams) (1780—1854?), военный врач, основатель дворянского рода Адамсов Рязанской губернии.
Брат — Адамс Даниил Иванович (Daniel Adams) (1785 — 30 марта 1852), чиновник Московской казённой палаты, статский советник. Похоронен на Введенском кладбище г. Москвы. Жена — Екатерина Григорьевна Адамс (ск. 13 августа 1869, похоронена в Донском монастыре), владелица села Юдино.
Брат — Адамс Христиан Иванович (Kristian Adams), титулярный советник. Жена Адамс (ур. Невежина) Анна Тимофеевна (08.1786—20.02.1828) — титулярная советница. Похоронена в Донском монастыре.

## Научные труды
Отдельно издано одно только сочинение Адамса:
- Relation abrégée d’un voyage á la mer Glaciale et découvertes des restes d’un mamout. — СПб., 1807—1808.

Другие его сочинения помещены в «Mémoires de l’Académie de St.-Pétersburg» и других:
- Decades quinque novarum specierur plantarum Caucasi et Iberiae, quas in itinere comitis Mussin-Puschkin observavi et definitionibus atque descriptionibus illustravit. // Weber und Mohr. Beitr. zur Naturkunde. — I, 1805. — pp. 41-75.
- Descriptio novi plantarum generis. // Nova Acta Acad. sci. Petrop. — XIV, 1805. Hist. — pp. 164—166. — Описание рода Пушкиния.
- Descriptio novae speciei Azaleae. // Mem. Acad. Sci. Petersb. — II, 1807—1808. — pp. 332—334.
- Descriptiones plantarum minus cognitarum Sibiriae, praesertim orientalis, qua in itinere ann. 1805 et l806 observavit. // Mem. Soc. Natur. Moscou. — V, 1817. — pp. 89-116; Nouv. Mem. Soc. Natur. Moscou. — III (IX), 1834. — pp. 231—252.

В «Записках» Императорской Академии наук в 1813 году Адамс приготовил к изданию и напечатал до VI (из XXII) класса «Московскую и петербургскую флору»: Enumeratio stirpium agri Mosquensis et Petropolitani.
- Адамс М. И. Из путешествия Адамса к Ледовитому морю для отыскания мамута // Спасский Г. И. Новейшие научные и живописные путешествия по Сибири. — СПб., 1822. — Ч. 2. — С. 1-20. Перев. по изд.: Journal du Nord. — 1807. — № 32. — P. 633.
- То же: Сибирский вестник. — 1820. — Ч. 10. — Кн. 6
- О нём см.: Пасецкий В. М. Путешествия, которые не повторяются, с. 45-54

Сохранились письма Адамса на немецком языке непременному секретарю Академии наук Н. И. Фусу и президенту Академии наук H. H. Новосильцеву (ПФА РАН, Р. 1, оп. 133, ед. хр. 1-16)
- «Some Account of a Journey to the Frozen Sea and of the Discovery of the Remains of a Mammoth», Philosophical Magazine, 29, 141—153
- «Some Account of a Journey to the Frozen-Sea, and of the Discovery of the Remains of a Mammoth», The Philadelphia Medical and Physical Journal, 3, 120—137.

## Память
В честь Михаила Ивановича Адамса были названыː
- мыс в заливе Миддендорфа берега Харитона Лаптева полуострова Таймыр[16] (открыт в 1806 году, назван и нанесён на карту в 1900-м[17]).
- роды растений: Adamsia Fisch. ex Steud., 1821 (ныне считается Geum L. — Гравилат) и Adamsia Willd., 1808 (ныне считается Puschkinia Adams — Пушкиния)[3]
- виды растений: Artemisia adamsii Besser, 1834 (Полынь Адамса), Draba adamsii Ledeb., 1841 (Крупка Адамса, ныне является синонимом Draba alpina var. adamsii (Ledeb.) O.E.Schulz), Scutellaria adamsii (Шлемник Адамса, ныне является синонимом Scutellaria baicalensis Georgi), Campanula adamii (Колокольчик Адамса, ныне является синонимом Campanula bellidifolia subsp. bellidifolia)[3],

рододендрон Адамса (сагаан дали).
- насекомые: Carabus (Sphodristocarabus) adamsi adamsi Adams, 1817 (Carabidae)[3]